# 克里尼奇基 (哈爾科夫區)
49°45′36″N 35°58′27″E / 49.76000°N 35.97417°E
克里尼奇基（烏克蘭語：Кринички）是位於烏克蘭東部的村莊，由哈爾科夫州哈爾科夫區的梅雷法市鎮負責管轄。該村始建於1810年，面積0.32平方公里，海拔高度153米，2001年人口272，人口密度每平方公里850人。